# Ann-Marie Wikner
Ann-Marie Wikner, född 25 januari 1954 i Västerås, död 24 november 2022, var en svensk basketbollspelare.
Wikner började med basket i KFUK-KFUM Västerås, kom sedan till Högsbo IF varifrån hon 1976 bytte till Södertälje BBK, här bidrog hon starkt till klubbens nio raka SM-guld. Totalt blev det i åren 1976-1984 310 kamper och 8791 poäng for SBBK, vilket ger ett imponerande snitt på 28,4 poäng per match. Hon har spelad 86 landskamper och gjorde 1211 poäng, hon gjorde sin landslagsdebut som 18-årig 12 december 1972.
Wikner var även en duktig friidrottare, blott 15 år gammal kom hon 1969 åtta i SM-finalen på 200 meter med 25,8. Hon hade distriktsrekord för Västmanland på 100 meter med 12,4, 200 meter på tiden 25,2, på 400 meter på tiden 58,1 och i längdhopp där hon hoppade 5,79 år 1972. 
Ann-Marie Wikners far Arne Wikner var en duktig löpare på 200 och 400 meter och sonen Alexander Wikner-Nordberg spelade basket i Södertälje Kings.